# Melanoperdix
Melanoperdix is een geslacht van vogels uit de familie fazantachtigen (Phasianidae).

## Soorten
Het geslacht bevat slechts één soort:
- Melanoperdix niger – Zwarte bospatrijs